# Француска на Европском првенству у атлетици на отвореном 1934.
Француска је учествовала на 1. Европском првенству у атлетици на отвореном 1934. од 7. до 9. јуна 1934. на стадиону Бенито Мусолини у Торину (Италија). Била је једна од 23 земље учеснице чланице ЕАА. Такмичило се само у мушкој конкуренцији, а Француску је представљао 18 такмичар који су се такмичили у  12 дисциплина.
У укупном пласману Француска је са 5  овојених медаља (1. златна, 3 сребрне и 1 бронзана) заузела 6 место од 15 земаља које су освајале медаље. На првенству је учествовале 23 земаља чланица ЕАА.
У табели успешности (према броју и пласману такмичара који су учествовали у финалним такмичењима (првих 8 такмичара)) Француска је са 13 учешћа у финалу заузела 6 место са 60 бодова, од 18 земаља које су имале представнике у финалу.
| Пл. | Земља     | 1. место | 2. место | 3. место | 4. место | 5. место | 6. место | 7. место | 8. место | Бр. фин. | Бодови |
| --- | --------- | -------- | -------- | -------- | -------- | -------- | -------- | -------- | -------- | -------- | ------ |
| 6.  | Француска | 1 - 8    | 3 - 21   | 1 - 6    | 1 - 5    | 3 - 12   | 0 - 0    | 4 - 8    | 0 - 0    | 13 - 60  |        |

Атлетичари Француске оборили су 3 националниа рекорда.

## Учесници
| Бр. | Дисциплина    | Мушкарци                     | Укупно |
| --- | ------------- | ---------------------------- | ------ |
| 1.  | 100 м         | Робер Пол Пјер Дондолинжер   | 2      |
| 2.  | 200 м         | Жорж Гије                    | 1      |
| 3.  | 400 м         | Пјер Скавински Рејмонд Боазе | 2      |
| 4.  | 800 м         | Рајмонд Пети Жан Келер       | 2      |
| 5.  | 1,500 м       | Роже Норман Робер Гоа        | 2      |
| 6.  | 5.000 м       | Роже Рошар                   | 1      |
| 7.  | 110 м препоне | Пјер Бернар Пол Матиот       | 2      |

| Бр. | Дисциплина   | Мушкарци                                             | Укупно  |
| --- | ------------ | ---------------------------------------------------- | ------- |
| 8.  | 4 х 400 м    | Робер Пол¹ Жорж Гије¹ Рејмонд Боазе¹ Пјер Скавински¹ | 0 (4)   |
| 9.  | 50 км ходање | Етјен Лене                                           | 1       |
| 9.  | Скок мотком  | Робер Винтуски Пјер Рамадије                         | 2       |
| 10. | Скок удаљ    | Робер Пол²                                           | 0 (1)   |
| 11. | Бацање кугле | Клеман Диур Жил Ноел                                 | 2       |
| 12. | Бацање диска | Пол Винтер Жил Ноел¹                                 | 1 (2)   |
|     | Укупно (8)   | 18 (24)                                              | 18 (24) |

- Такмичари означени бројем су учествовали у још онолико дисциплина колики је број.

## Освајачи медаља

### Злато (1)
- Роже Рошар — 5.000 м

### Сребро (3)
- Пјер Скавински — 400 м
- Робер Пол, Жорж Гије, Ремон Боасе, Пјер Скавински — 4 х 400 м
- Пол Винтер — Бацање диска

### Бронза (1)
- Роже Норман — 1.500 м

## Резултати
| Атлетичар                                            | Дисциплина    | ЛР     | Квалификације | Квалификације | Полуфинале           | Полуфинале           | Финале               | Финале        | Детаљи |
| Атлетичар                                            | Дисциплина    | ЛР     | Резултат      | Место         | Резултат             | Место                | Резултат             | Место         | Детаљи |
| ---------------------------------------------------- | ------------- | ------ | ------------- | ------------- | -------------------- | -------------------- | -------------------- | ------------- | ------ |
| Робер Пол                                            | 100 м         | 10,6   | РН            | 3. у гр. 4 КВ | 11,0                 | 4. о оф. 2           | Није се квалификовао | 8 / 15        | [ 2 ]  |
| Пјер Дондолинжер                                     | 100 м         |        | 11,0          | 4. у гр. 2    | Није се квалификовао | Није се квалификовао | Није се квалификовао | 13 / 15       | [ 2 ]  |
| Жорж Гије                                            | 200 м         |        |               |               | 22,2                 | 5. у пф. 1           | Није се квалификовао | 11 / 12       | [ 2 ]  |
| Пјер Скавински                                       | 400 м         |        | 48,5          | 1. у гр. 3 КВ |                      |                      | 48,0 ЛР              |               | [ 2 ]  |
| Рејмонд Боазе                                        | 400 м         |        | 48,9          | 1. у гр. 2 КВ | 48,9                 | 5. / 13              | [ 2 ]                |               |        |
| Рајмонд Пети                                         | 800 м         | 1:54,2 | 1:55,3        | 3. у гр. 3 КВ | 1:54.0 ЛР            | 7. / 12              | [ 2 ]                |               |        |
| Жан Келер                                            | 800 м         |        | 1:57.8        | 3. у гр. 2 КВ | 1:55.2               | 9. / 12              | [ 2 ]                |               |        |
| Роже Норман                                          | 1.500 м       |        | 4:03,4        | 3. у гр. 2 КВ | 3:57,0 ЛР            |                      | [ 2 ]                |               |        |
| Робер Гоа                                            | 1.500 м       |        | 4:19,3        | 3. у гр. 3 КВ | 4:04,0 ЛР            | 7. / 14              | [ 2 ]                |               |        |
| Роже Рошар                                           | 5.000 м       |        |               |               |                      |                      | 14:36,8 РЕП, НР      |               | [ 2 ]  |
| Пол Матио                                            | 110 м препоне |        | 15,8          | 4. у гр. 1    | Није се квалификовао | Није се квалификовао | Није се квалификовао | 13. / 16 (17) | [ 2 ]  |
| Пјер Бернар                                          | 110 м препоне |        | 15,7          | 4. у гр. 2    | Није се квалификовао | Није се квалификовао | Није се квалификовао | 12. / 16 (17) | [ 2 ]  |
| Робер Пол¹ Жорж Гије¹ Рејмонд Боазе¹ Пјер Скавински¹ | 4 х 400 м     |        |               |               |                      |                      | 3:15,60 НР           |               | [ 2 ]  |
| Етјен Лене                                           | 50 км ходаље  |        | 5:08.40,6 НР  | 5. / 6 (8)    | [ 2 ]                |                      |                      |               |        |
| Робер Винтуски                                       | скок мотком   |        | 3,60 КВ       | =1. у гр. 1   |                      |                      | 3,90 ЛР              | =7. / 11      | [ 2 ]  |
| Пјер Рамадије                                        | скок мотком   |        | 3,60КВ        | =9. у гр. 1   | 3,80                 | 5. / 11              | [ 2 ]                |               |        |
| Робер Пол²                                           | скок удаљ     |        |               |               |                      |                      | 7,16 ЛР              | 4. / 15       | [ 2 ]  |
| Клеман Диур                                          | бацање кугле  |        | 14,07 ЛР      | =9. / 13      | [ 2 ]                |                      |                      |               |        |
| Жил Ноел                                             | бацање кугле  |        | 14,00         | 10. / 13      | [ 2 ]                |                      |                      |               |        |
| Пол Винтер                                           | бацање диска  |        | 47,09 ЛР      |               | [ 2 ]                |                      |                      |               |        |
| Жил Ноел¹                                            | бацање диска  |        | 45,02         | 7. / 11       | [ 2 ]                |                      |                      |               |        |

## Биланс медаља Француске после 1. Европског првенства на отвореном 1934.
|    | ЕП    |   |   |   |   | УП |
| 1. | 1934. | 1 | 3 | 1 | 5 | 6. |
| -- | ----- | - | - | - | - | -- |

|                                        | Атлетичар-ка]                          |                                        |                                        |                                        |                                        |                                        |
| Није било вишеструких освајача медаља. | Није било вишеструких освајача медаља. | Није било вишеструких освајача медаља. | Није било вишеструких освајача медаља. | Није било вишеструких освајача медаља. | Није било вишеструких освајача медаља. | Није било вишеструких освајача медаља. |
| -------------------------------------- | -------------------------------------- | -------------------------------------- | -------------------------------------- | -------------------------------------- | -------------------------------------- | -------------------------------------- |